# Weingartia steinbachii
Weingartia steinbachii es una especie fanerógama perteneciente a la familia de las Cactaceae.

## Distribución
Es endémica de Bolivia. Es una especie común que se ha extendido por todo el mundo.

## Descripción
Es una planta perenne carnosa, globosa  de color verde armada de espinos  y  con las flores de color rojo.

## Sinonimia
| - Sulcorebutia steinbachii - Weingartia steinbachii - Aylostera kruegeri - Rebutia kruegeri - Sulcorebutia kruegeri - Weingartia krugeri - Rebutia tiraquensis - Sulcorebutia tiraquensis - Weingartia tiraquensis - Rebutia totorensis - Sulcorebutia totorensis - Weingartia totorensis - Lobivia hoffmanniana - Sulcorebutia hoffmanniana - Weingartia hoffmanniana - Sulcorebutia lepida - Weingartia lepida - Sulcorebutia verticilacantha - Weingartia verticillacantha - Sulcorebutia electracantha - Weingartia electracantha - Rebutia glomerispina - Sulcorebutia glomerispina - Weingartia glomerispina - Rebutia taratensis - Sulcorebutia taratensis - Rebutia tunariensis - Sulcorebutia tunariensis - Weingartia tunariensis - Rebutia polymorpha | - Sulcorebutia polymorpha - Weingartia polymorpha - Sulcorebutia taratensis - Weingartia minima - Rebutia vizcarrae - Sulcorebutia vizcarrae - Weingartia vizcarrae - Sulcorebutia krahnii - Weingartia krahnii - Sulcorebutia mizquensis - Weingartia mizquensis - Rebutia tuberculato-chrysantha - Sulcorebutia tuberculato-chrysantha - Weingartia tuberculato-chrysantha - Sulcorebutia oenantha - Weingartia oenantha - Sulcorebutia pampagrandensis - Weingartia pampagrandensis - Weingartia backebergiana - Weingartia aglaia - Weingartia nigrofuscata - Sulcorebutia nigrofuscata - Weingartia clavata - Sulcorebutia clavata - Weingartia totoralensis - Sulcorebutia croceareolata - Sulcorebutia cochabambina - Weingartia ansaldoensis - Sulcorebutia steinbachii - Sulcorebutia mariana |